# Henads Nawizki
Henads Nawizki (* 2. Januar 1949 in Mahiljou) ist ein belarussischer Politiker.
Nawizki studierte an der Nationalen Polytechnischen Hochschule und an der Parteihochschule. Danach war er als Ingenieur in Mahiljou und der Umgegend tätig. Von 1977 bis 1988 gehörte er dem lokalen Provinzkomitee der KP der Weißrussischen Sowjetrepublik an. Nach dem Zusammenbruch der Sowjetunion nahm er in der Regierung der nunmehr unabhängigen Republik Belarus ab 1994 den Posten des Ministers für Architektur und Bauwesen ein und war ab 1997 stellvertretender Ministerpräsident. Am 10. Oktober 2001 wurde er von Präsident Aljaksandr Lukaschenka zum Ministerpräsidenten ernannt. Sein Nachfolger war von Juni 2003 bis Dezember 2010 Sjarhej Sidorski.
| Personendaten    | Personendaten                                                                    |
| ---------------- | -------------------------------------------------------------------------------- |
| NAME             | Nawizki, Henads                                                                  |
| ALTERNATIVNAMEN  | Навіцкі, Генадзь (belarussisch); Новицкий, Геннадий (russisch); Nowizki, Gennadi |
| KURZBESCHREIBUNG | belarussischer Politiker                                                         |
| GEBURTSDATUM     | 2. Januar 1949                                                                   |
| GEBURTSORT       | Mahiljou                                                                         |